# Aïssa Laïdouni
Aïssa Bilal Laïdouni (n. 13 decembrie 1996, Livry-Gargan, Île-de-France, Franța) este un fotbalist francez de origine algeriană. care joacă la Ferencvárosi TC. În România, acesta a evoluat la FC Voluntari.

## Origine tunisian nu algerian
1. ↑  Aissa Laidouni, As
2. ↑  Aïssa Laïdouni, Transfermarkt, accesat în 9 octombrie 2017
3. ↑  https://www.facebook.com/foudefootball (28 aprilie 2016), A la découverte de Aissa Laidouni, SCO Angers (în franceză), DzBallon